# بیندکی
بیندکی (به انگلیسی: Bindki) یک منطقهٔ مسکونی در هند است که در بخش فتح‌پور واقع شده‌است. بیندکی ۷٬۴۹٬۶۴۵ نفر جمعیت دارد و ۱۲۵ متر بالاتر از سطح دریا واقع شده‌است.